# Wednesday 13
|  | Denne artikel omhandler personen Wednesday 13. For bandet se Wednesday 13 |
Wednesday 13 (født Joseph Poole 12. august 1976 i Lexington, North Carolina) er en amerikansk musiker, kendt fra bandet af samme navn. Han er også frontfigur i Murderdolls, og sanger i Frankenstein Drag Queen From Planet 13